# Saison 1928-1929 de la Juventus FC
Maillots
Chronologie
Saison précédente Saison suivante
La saison 1928-1929 du Foot-Ball Club Juventus est la vingt-septième de l'histoire du club, créé trente-deux ans plus tôt en 1897.
Le club turinois prend part à la 29e édition du championnat d'Italie (appelé à l'époque Division nationale, future Serie A), ainsi qu'à la 3e édition de la Coupe d'Europe centrale.

## Historique
Cette nouvelle saison de la Juventus du président Edoardo Agnelli, tente cette année, en prenant part à deux compétitions, de replacer son club au sommet du football du pays.
Un nouvel entraîneur arrive sur le banc de l'effectif bianconero selon les souhaits d'Agnelli, avec l'écossais Billy Aitken qui remplace le hongrois József Viola en place depuis 2 ans. Aitken, qui officiait également en tant que joueur (milieu de terrain offensif), était réputé pour son attitude sympathique et ses techniques de préparation physique avant-gardistes importées d'Angleterre. Mais ne pouvant pas disputer de matchs officiels, Aitken se concentra plus sur son rôle d'entraîneur, avec son système de jeu dit du WM (sorte de 3-4-3 ou de 3-2-2-3), inspiré de son mentor Herbert Chapman.

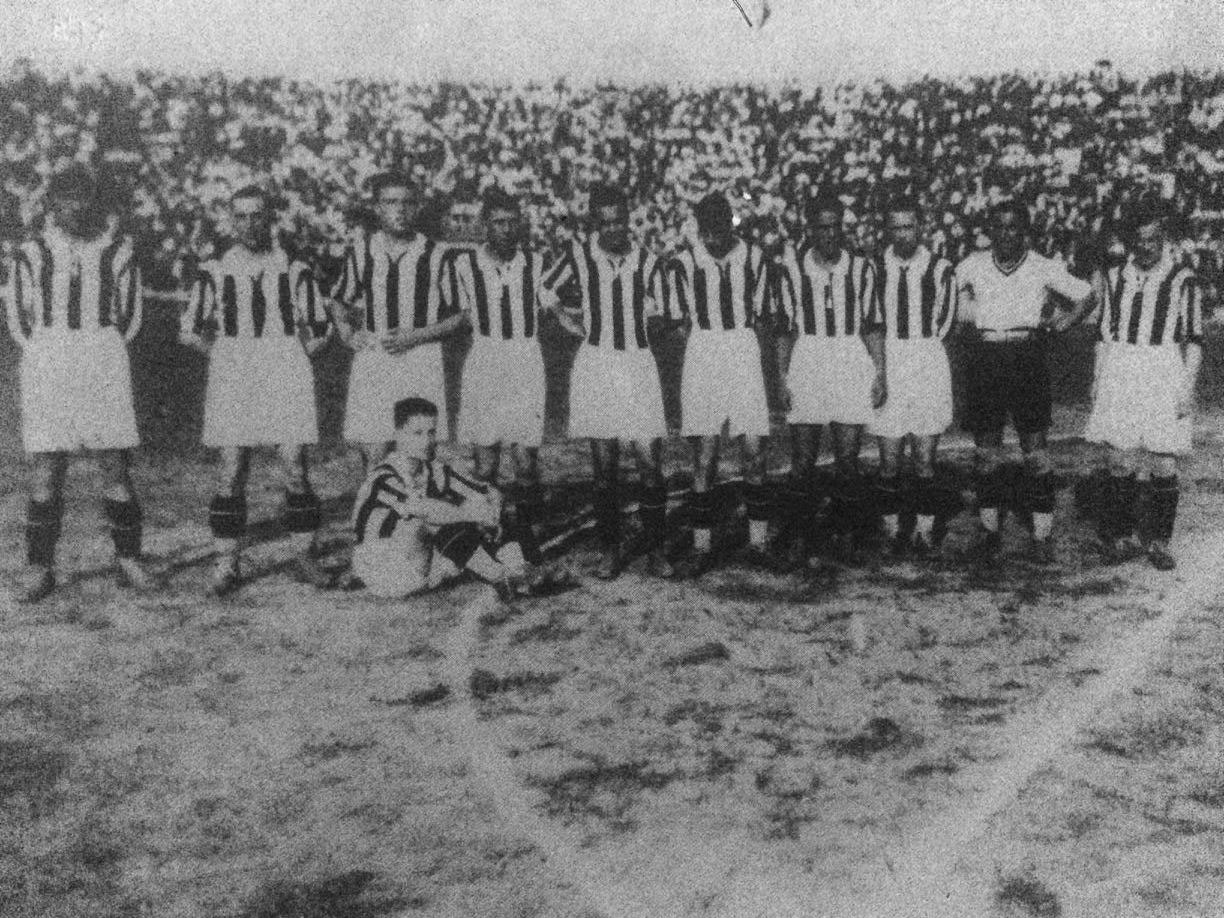
Les bianconeri de la saison

Depuis les lois fascistes interdisant l'accès aux joueurs étrangers au championnat, un moyen fut trouvé pour acquérir des joueurs sud-américains. C'est ainsi que de nombreux argentins, brésiliens, uruguayens, ou autres, d'origine italienne, appelés les oriundi, se virent dotés de la nationalité italienne pour venir évoluer dans le pays d'origine de leurs parents (certains étaient même nés en Italie avant d'immigrés outre-atlantique).
Après les Jeux olympiques d'Amsterdam en 1928, la Juve fait une belle opération en achetant l'oriundo international argentin Raimundo Orsi à l'Independiente pour la somme importante de 100 000 lires (avec un salaire de 8000 lires par mois pour le joueur).

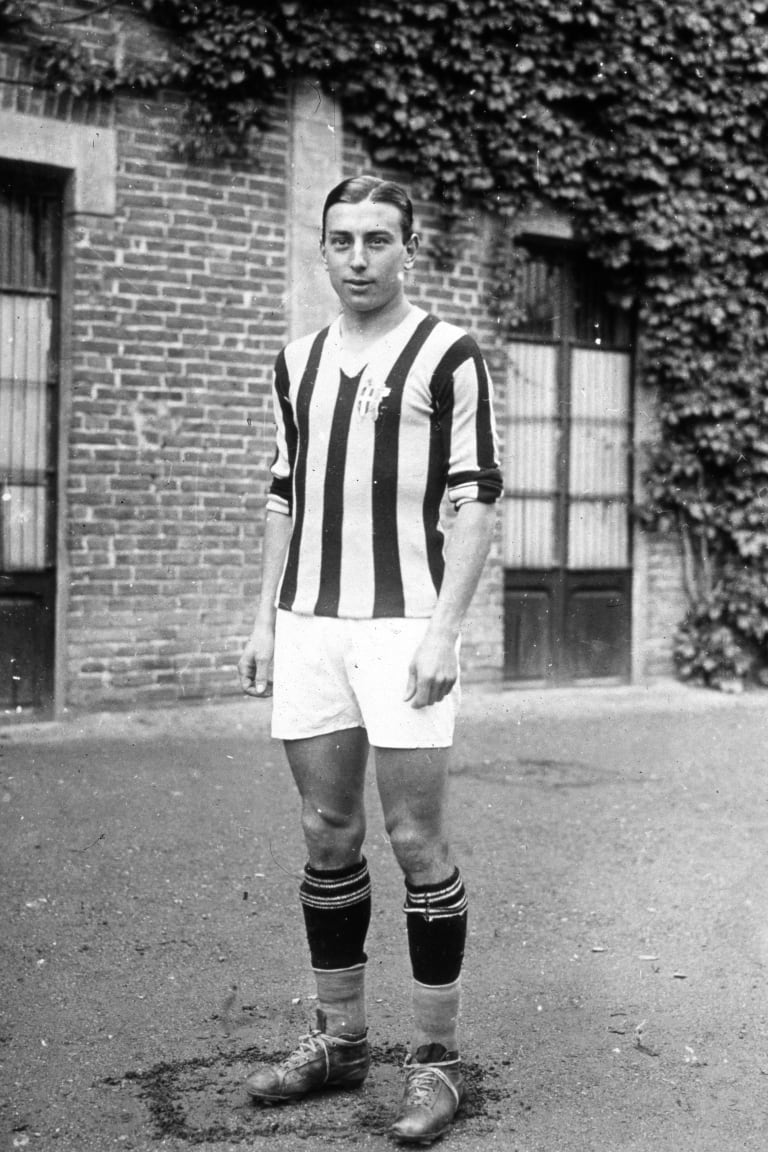
Le nouveau oriundo Raimundo Orsi

L'effectif est également renforcé derrière avec l'arrivée d'un grand international, Umberto Caligaris. Au milieu de terrain déjà en place est également ajouté Carlo Crotti, Edmondo Della Valle, Giovanni Greppi, Lino Mosca ainsi que Perazzi, puis vient Stevan Tommei en tant que gardien de but.
Ce nouvel effectif, n'ayant que peu été remanié, permet au FBC Juventus de commencer sereinement à l'automne 1928 le championnat d'Italie 1928-1929 (en italien Divisione Nazionale 1928-1929) dans le groupe B des éliminatoires (en italien Girone B), dernière compétition avant l'instauration d'un tournoi professionnel, la Serie A, durant la saison suivante.
C'est le dimanche 30 septembre que la Juventus commence sa saison sur un nul 2 buts partout contre les émiliens du Reggiana sur leurs terres grâce à Munerati et Crotti. La semaine suivante, les turinois remportent un succès phénoménal 11-0 contre la Fiorentina (grâce à des buts de Munerati, Testa, Galluzzi et Vojak I), avant d'imposer le même sort à domicile un mois plus tard contre Fiumana (grâce à des réalisations de Vojak I, Ferrero, Cevenini et Testa). Le club bianconero ne marque ensuite aucun point lors des trois journées d'après, avoir deux nuls et une défaite mais termine son année 1928 avec trois victoires d'affilée. Lors de la première partie de la nouvelle année, les juventini gagnent 3 buts à 1 contre Biellese à l'extérieur (buts de Borgo, Crotti et Munerati), avant d'enchaîner 9 victoires de suite (ce qui porte au total à 12 victoires d'affilée, nouveau record de la Juve). La série juventina est stoppée par les futurs premiers bolonais du Bologne FC 1909 avec un score vierge puis lors de la 23e journée, d'une défaite 4 à 2 contre les milanais de l'Ambrosiana-Inter chez eux (malgré des buts de Munerati et Sanero). Cette défaite marqua un frein considérable à l'ascension bianconera, et le club du Piémont termina les 7 journées restantes sans aucune victoire.

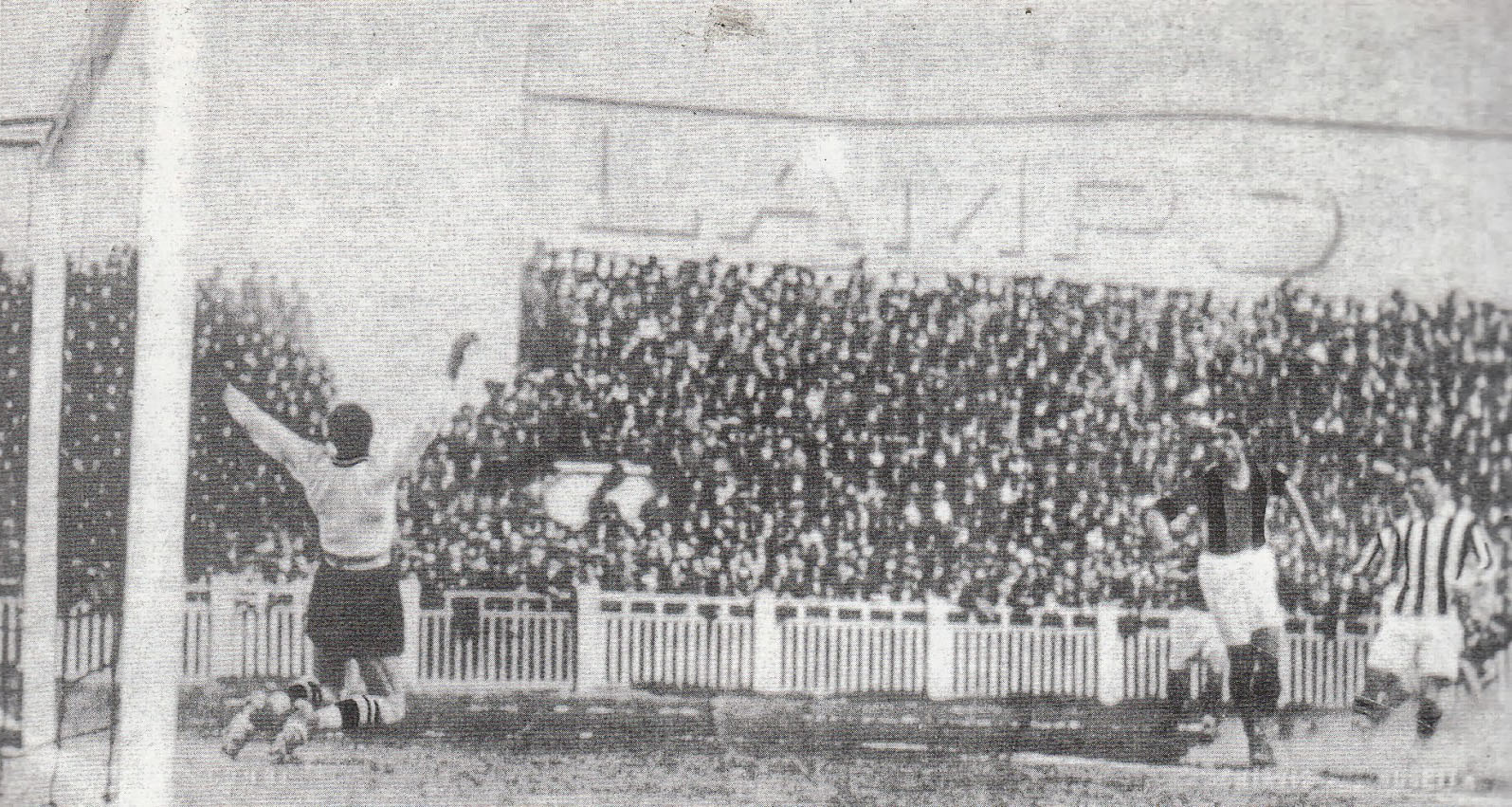
Le gardien juventino Gianpiero Combi battu par Schiavo de Bologne, sous le regard du capitaine bianconero Virginio Rosetta, le défi au stade de Corso Marsiglia du 14 Avril 1929, valable pour le groupe B du championnat et a terminé 1-1.

Avec finalement 41 points (à égalité avec Brescia) pour une différence de buts de +51, le FBC Juventus termine à la seconde place de ce groupe derrière Bologne, pour la troisième année consécutive, malheureusement cette saison insuffisant pour disputer le tour finale (juste une finale entre les gagnants des groupes A et B), le championnat, dernier non-professionnel de l'histoire du football italien, ayant été quelque peu remanié.
Trois saisons après leur second scudetto, la Juventus le manque à nouveau de peu, mais reste sur des résultats encourageants, avec une seconde place.
C'est également durant l'année 1929 que le Foot-Ball Club Juventus prend part pour la première fois de son histoire à une compétition officielle internationale, à savoir la Coupe d'Europe centrale (future Coupe Mitropa), et débute avec un match de barrage contre son rival lombard de l'Ambrosiana-Inter à Turin, le jeudi 30 mai. C'est Munerati qui inscrivit le but victorieux envoyant les bianconeri vers leur première coupe d'Europe. En quarts-de-finale, la Juve se retrouve face à un gros morceau, les tchécoslovaques du Slavia Prague, à l'époque une des meilleures équipes d'Europe. Pour sa première confrontation internationale officielle, le club juventino reçoit chez lui le club de Prague et s'impose à nouveau sur le plus petit score de 1-0 grâce à Munerati une nouvelle fois. Mais cet avantage ne fut pas suffisant pour empêcher la machine tchécoslovaque de Junek et Joska de laminer la Juve 3 à 0 au retour, sa première aventure européenne se terminant aux portes des demi-finales.

## Déroulement de la saison

### Résultats en championnat

#### Éliminatoires groupe B
| dimanche 30 septembre 1928 1re journée | Reggiana                   | 2 - 2 | Juventus                  | Reggio Emilia 15h00 Arbitre : Cassetta |
| dimanche 30 septembre 1928 1re journée | Bertoli 55e · Mistrali 75e |       | 36e Munerati · 92e Crotti | Reggio Emilia 15h00 Arbitre : Cassetta |

| dimanche 7 octobre 1928 2e journée | Juventus                                                                          | 11 - 0 | Fiorentina | Campo di Corso Sebastopoli, Turin 15h00 Arbitre : Melandri |
| dimanche 7 octobre 1928 2e journée | Munerati 11e 42e 88e · Testa 35e 69e · Galluzzi 36e 77e 79e · Vojak I 38e 53e 60e |        |            | Campo di Corso Sebastopoli, Turin 15h00 Arbitre : Melandri |

| dimanche 21 octobre 1928 3e journée | Hellas Vérone | 0 - 1        | Juventus | Vérone 15h00 Arbitre : Caironi |
| dimanche 21 octobre 1928 3e journée |               | 65e Munerati |          | Vérone 15h00 Arbitre : Caironi |

| dimanche 28 octobre 1928 4e journée | Juventus                                      | 4 - 0 | Pistoiese | Campo di Corso Sebastopoli, Turin 15h00 Arbitre : Pessato |
| dimanche 28 octobre 1928 4e journée | Cevenini 10e 63e · Munerati 52e · Vojak I 60e |       |           | Campo di Corso Sebastopoli, Turin 15h00 Arbitre : Pessato |

| jeudi 1er novembre 1928 5e journée | Genoa              | 3 - 3 | Juventus                      | Stadio Marassi 15h00 Arbitre : Gama |
| jeudi 1er novembre 1928 5e journée | Bodini 15e 59e 70e |       | 9e 86e Vojak I · 27e Munerati | Stadio Marassi 15h00 Arbitre : Gama |

| dimanche 4 novembre 1928 6e journée | Juventus                                                                       | 11 - 0 | Fiumana | Campo di Corso Sebastopoli, Turin 15h00 Arbitre : Rovida |
| dimanche 4 novembre 1928 6e journée | Vojak I 5e 21e 30e 42e 59e · Ferrero 9e 50e 79e · Cevenini 39e 43e · Testa 53e |        |         | Campo di Corso Sebastopoli, Turin 15h00 Arbitre : Rovida |

| dimanche 18 novembre 1928 7e journée | Bologne | 0 - 0 | Juventus | Stadio Littoriale, Bologne 14h30 Arbitre : Ferro |
| dimanche 18 novembre 1928 7e journée |         |       |          | Stadio Littoriale, Bologne 14h30 Arbitre : Ferro |

| dimanche 25 novembre 1928 8e journée | Juventus | 0 - 0 | Ambrosiana Inter | Campo di Corso Sebastopoli, Turin Arbitre : Barlassina |
| dimanche 25 novembre 1928 8e journée |          |       |                  | Campo di Corso Sebastopoli, Turin Arbitre : Barlassina |

| dimanche 9 décembre 1928 9e journée | Juventus | 0 - 1       | Brescia | Campo di Corso Sebastopoli, Turin Arbitre : Gama |
| dimanche 9 décembre 1928 9e journée |          | 82e Frisoni |         | Campo di Corso Sebastopoli, Turin Arbitre : Gama |

| dimanche 16 décembre 1928 10e journée | Pro Vercelli          | 3 - 4 | Juventus                                      | Verceil Arbitre : Caironi |
| dimanche 16 décembre 1928 10e journée | Seccatore 1re 36e 60e |       | 25e 85e Borgo · 70e Della Valle · 72e Vojak I | Verceil Arbitre : Caironi |

| dimanche 23 décembre 1928 11e journée | Juventus                    | 3 - 1 | Naples        | Campo di Corso Sebastopoli, Turin Arbitre : Osti |
| dimanche 23 décembre 1928 11e journée | Vojak I 17e · Borgo 27e 51e |       | 35e Pampaloni | Campo di Corso Sebastopoli, Turin Arbitre : Osti |

| dimanche 6 janvier 1929 12e journée | Biellese    | 1 - 3 | Juventus                             | Biella Arbitre : Pessato |
| dimanche 6 janvier 1929 12e journée | Varalda 86e |       | 8e Borgo · 18e Crotti · 66e Munerati | Biella Arbitre : Pessato |

| dimanche 13 janvier 1929 13e journée | Juventus                                              | 4 - 0 | Venise | Campo di Corso Sebastopoli, Turin Arbitre : Melandri |
| dimanche 13 janvier 1929 13e journée | Vojak I 16e · Munerati 39e · Varglien 57e · Borgo 73e |       |        | Campo di Corso Sebastopoli, Turin Arbitre : Melandri |

| dimanche 20 janvier 1929 14e journée | Lazio       | 1 - 2 | Juventus              | Rome Arbitre : Cassetta |
| dimanche 20 janvier 1929 14e journée | Spivach 13e |       | 4e Borgo · 88e Sanero | Rome Arbitre : Cassetta |

| dimanche 27 janvier 1929 15e journée | Juventus                     | 3 - 0 | Cremonese | Campo di Corso Sebastopoli, Turin Arbitre : Guarnieri |
| dimanche 27 janvier 1929 15e journée | Munerati 23e 62e · Borgo 59e |       |           | Campo di Corso Sebastopoli, Turin Arbitre : Guarnieri |

| dimanche 3 février 1929 16e journée | Juventus                 | 2 - 0 | Reggiana | Campo di Corso Sebastopoli, Turin Arbitre : Lupini |
| dimanche 3 février 1929 16e journée | Sanero 16e · Vojak I 58e |       |          | Campo di Corso Sebastopoli, Turin Arbitre : Lupini |

| dimanche 10 février 1929 17e journée | Fiorentina | 0 - 4                                       | Juventus | Florence Arbitre : Caironi |
| dimanche 10 février 1929 17e journée |            | 10e Vojak I · 29e Sanero · 63e 77e Cevenini |          | Florence Arbitre : Caironi |

| dimanche 17 février 1929 18e journée | Juventus                                  | 4 - 0 | Hellas Vérone | Campo di Corso Sebastopoli, Turin Arbitre : Gonani |
| dimanche 17 février 1929 18e journée | Munerati 2e · Vojak I 33e 50e · Borgo 34e |       |               | Campo di Corso Sebastopoli, Turin Arbitre : Gonani |

| dimanche 24 février 1929 19e journée | Pistoiese | 0 - 4                 | Juventus | Pistoia Arbitre : Scarpi |
| dimanche 24 février 1929 19e journée |           | 1re 6e 20e 47e Sanero |          | Pistoia Arbitre : Scarpi |

| dimanche 17 mars 1929 20e journée | Juventus                 | 2 - 0 | Genoa | Campo di Corso Sebastopoli, Turin 14h30 Arbitre : Caironi |
| dimanche 17 mars 1929 20e journée | Munerati 6e · Crotti 53e |       |       | Campo di Corso Sebastopoli, Turin 14h30 Arbitre : Caironi |

| dimanche 31 mars 1929 21e journée | Fiumana     | 1 - 3 | Juventus                             | Fiume Arbitre : Carraro |
| dimanche 31 mars 1929 21e journée | Froglia 36e |       | 19e (pen.) Cevenini · 25e 51e Sanero | Fiume Arbitre : Carraro |

| dimanche 14 avril 1929 22e journée | Juventus     | 1 - 1 | Bologne      | Campo di Corso Sebastopoli, Turin Arbitre : Rovida |
| dimanche 14 avril 1929 22e journée | Galluzzi 66e |       | 35e Schiavio | Campo di Corso Sebastopoli, Turin Arbitre : Rovida |

| dimanche 21 avril 1929 23e journée | Ambrosiana Inter                        | 4 - 2 | Juventus                  | Milan Arbitre : Pessato |
| dimanche 21 avril 1929 23e journée | Meazza 9e 33e · Conti 14e · Rivolta 72e |       | 70e Munerati · 83e Sanero | Milan Arbitre : Pessato |

| dimanche 5 mai 1929 24e journée | Brescia      | 1 - 1 | Juventus   | Stadio Comunale, Brescia Arbitre : Giorgi |
| dimanche 5 mai 1929 24e journée | Prosperi 15e |       | 18e Sanero | Stadio Comunale, Brescia Arbitre : Giorgi |

| dimanche 12 mai 1929 25e journée | Juventus    | 1 - 3 | Pro Vercelli                                    | Campo di Corso Marsiglia, Turin Arbitre : Carraro |
| dimanche 12 mai 1929 25e journée | Perazzi 21e |       | 52e (pen.) Zanello · 84e Bajardi · 86e Casalino | Campo di Corso Marsiglia, Turin Arbitre : Carraro |

| dimanche 19 mai 1929 26e journée | Naples        | 1 - 0 | Juventus | Stadio Militare dell'Arenaccia, Naples Arbitre : Dani |
| dimanche 19 mai 1929 26e journée | Innocenti 58e |       |          | Stadio Militare dell'Arenaccia, Naples Arbitre : Dani |

| dimanche 26 mai 1929 27e journée | Juventus | 0 - 0 | Biellese | Campo di Corso Marsiglia, Turin Arbitre : Ciamberlini |
| dimanche 26 mai 1929 27e journée |          |       |          | Campo di Corso Marsiglia, Turin Arbitre : Ciamberlini |

| dimanche 2 juin 1929 28e journée | Venise     | 1 - 1 | Juventus    | Stadio Pierluigi Penzo, Venise Arbitre : Caironi |
| dimanche 2 juin 1929 28e journée | Ziroli 70e |       | 69e Perazzi | Stadio Pierluigi Penzo, Venise Arbitre : Caironi |

| dimanche 9 juin 1929 29e journée | Juventus | 0 - 1       | Lazio | Campo di Corso Marsiglia, Turin Arbitre : Rovida |
| dimanche 9 juin 1929 29e journée |          | 67e Vaccari |       | Campo di Corso Marsiglia, Turin Arbitre : Rovida |

| samedi 29 juin 1929 30e journée | Cremonese | 0 - 0 | Juventus | Campo di Via Persico, Crémone 17h00 Arbitre : Malagodi |
| samedi 29 juin 1929 30e journée |           |       |          | Campo di Via Persico, Crémone 17h00 Arbitre : Malagodi |

##### Classement
|  |    | Éliminatoires - groupe B | Pts | MJ | V  | N | D | BP | BC | Dif |
|  | -- | ------------------------ | --- | -- | -- | - | - | -- | -- | --- |
|  | 1. | Bologne                  | 49  | 30 | 22 | 5 | 3 | 84 | 32 | +52 |
|  | 2. | Juventus                 | 41  | 30 | 16 | 9 | 5 | 76 | 25 | +51 |
|  | 3. | Brescia                  | 41  | 30 | 18 | 5 | 7 | 67 | 35 | +32 |

### Résultats en coupe d'Europe centrale
- Barrage

| jeudi 30 mai 1929 | Juventus     | 1 - 0 | Ambrosiana Inter | Stadio Filadelfia, Turin 15h35 Arbitre : Turbiani |
| jeudi 30 mai 1929 | Munerati 47e |       |                  | Stadio Filadelfia, Turin 15h35 Arbitre : Turbiani |

- Quarts-de-finale

| dimanche 23 juin 1929 Match aller | Juventus     | 1 - 0 | Slavia Prague | Campo di Corso Marsiglia, Turin Arbitre : Majorsky |
| dimanche 23 juin 1929 Match aller | Munerati 62e |       |               | Campo di Corso Marsiglia, Turin Arbitre : Majorsky |

| samedi 6 juillet 1929 Match retour | Slavia Prague             | 3 - 0 | Juventus | Prague 18h00 Arbitre : Majorsky |
| samedi 6 juillet 1929 Match retour | Junek 48e 68e · Joska 74e |       |          | Prague 18h00 Arbitre : Majorsky |

### Matchs amicaux
| dimanche 9 septembre 1928 | Juventus         | 9 - 2 | Pro Patria       |  |
| dimanche 9 septembre 1928 | Buteurs inconnus |       | Buteurs inconnus |  |

| dimanche 16 septembre 1928 | Juventus         | 2 - 0 | Alexandrie |  |
| dimanche 16 septembre 1928 | Buteurs inconnus |       |            |  |

| dimanche 23 septembre 1928 | Pro Patria     | 1 - 1 | Juventus       |  |
| dimanche 23 septembre 1928 | Buteur inconnu |       | Buteur inconnu |  |

| mardi 25 décembre 1928 | Juventus         | 2 - 4 | Hongrie          |  |
| mardi 25 décembre 1928 | Buteurs inconnus |       | Buteurs inconnus |  |

| mardi 12 février 1929 | Juventus         | 4 - 1 | Barracas Central |  |
| mardi 12 février 1929 | Buteurs inconnus |       | Buteur inconnu   |  |

| dimanche 10 mars 1929 | Olympique de Marseille | 0 - 5            | Juventus |  |
| dimanche 10 mars 1929 |                        | Buteurs inconnus |          |  |

| lundi 1er avril 1929 | Triestina        | 3 - 2 | Juventus         |  |
| lundi 1er avril 1929 | Buteurs inconnus |       | Buteurs inconnus |  |

## Effectif du club
Effectif des joueurs du Foot-Ball Club Juventus lors de la saison 1928-1929.

## Buteurs
Voici ici les buteurs du Foot-Ball Club Juventus toute compétitions confondues.
| 18 buts - Antonio Vojak 16 buts - Federico Munerati 11 buts - Renato Sanero 9 buts - Ezio Borgo 7 buts - Luigi Cevenini | 4 buts - Giuseppe Galluzzi 3 buts - Carlo Crotti - Pietro Ferrero - Giuseppe Testa 2 buts - Perazzi 1 but - Edmondo Della Valle - Mario Varglien |